# Radar Tipo 363
El radar  Tipo 363 de fabricación china es una radar de búsqueda aérea/de superficie basado en el radar DRBV-15 francés, en servicio con la Armada del Ejército Popular de Liberación.
El Tipo 363 solo se encuentra instalado en el Destructor Tipo 052 Harbin (112) y en Destructor Tipo 051 Kaifeng (109) modernizado. 

## Características
- Banda - E / F
- Haz: 1,65 x 8 grados csc2 (450)
- Ancho de pulso: 5,5 a 12 microsegundos?
- Gain  de Antena: 29,5 db
- Potencia máxima: 60 kW (1 kW promedio)
- PRF: 2200/1100pps
- Polarización: circular / lineal
- Velocidad de lectura: 15 o 24 rpm
- Dimensiones: 4,54 m
- El rango de detección: 60 nm en el blanco 2m2 con P (d) 50%
- Patrón de haz de antena: consecant2 hasta 500
- Transmisor: Frecuencia ágil con compresión de impulsos
- Receptor: CFAR, MTI, lin, log, 4 cadena de recepción, S / N mejor que 5.5 dB
- Peso: aprox 675 kg

- Otros nombres reportados:
  - Thomson-CSF TSR 3004
  - Sea Tiger
  - DRBV-15 (En servicio francés)

Todas las especificaciones basadas en el DRBV-15